# Kantons van Allier

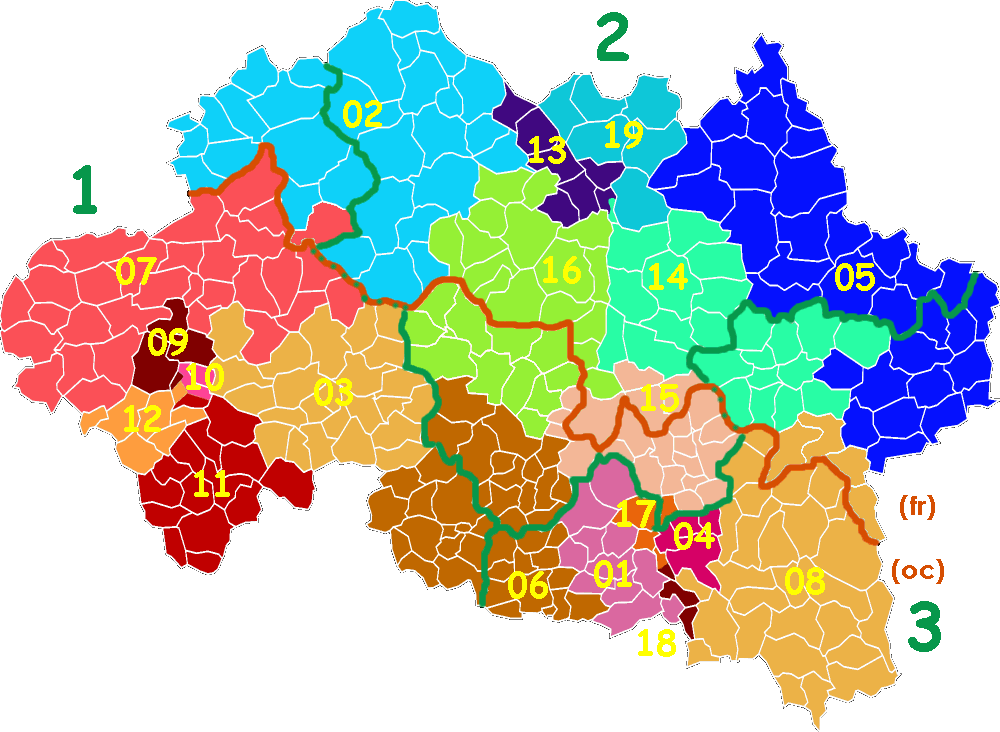
Kantons van Allier

Het Franse departement Allier (03) omvat, sinds de hervorming van de kantons die bij wet doorgevoerd werd in 2013 en voor het eerst toegepast bij de departementsverkiezingen van maart 2015, nog 19 in plaats van 35 kantons. In een aantal gevallen werden afgeschafte kantons in hun geheel toegevoegd aan reeds bestaande kantons, in andere gevallen werden de gemeenten van afgeschafte kantons verdeeld over verschillende bestaande kantons of werden geheel nieuwe kantons gevormd.
Het beoogde doel van de hervorming was kantons te vormen die naar inwoneraantal vergelijkbaar groot zijn (maximaal 20% afwijking van het gemiddelde voor het departement) zodat de vertegenwoordiging van elk kanton in de departementsraad (twee als koppel verkozen raadsleden per kanton) voortaan ook ongeveer een gelijk aantal inwoners zouden vertegenwoordigen.
Het gemiddelde inwoneraantal voor een kanton in het departement bedraagt na de hervorming ongeveer 18.100 (pop. municipale 2013). De grootste afwijkingen hiervan zijn er voor Kanton Dompierre-sur-Besbre (+14%) en Kanton Souvigny (-16%).

## Kantons van het departement Allier na de hervorming van 2013
Bij de hervorming van de kantons werd geen rekening gehouden met de bestaande arrondissementsgrenzen, als gevolg hiervan liggen kantons niet langer steeds binnen eenzelfde arrondissement.
| Kanton | Kanton                           | Inwoners 2013* | Aantal gemeenten |
| ------ | -------------------------------- | -------------- | ---------------- |
| 1      | Kanton Bellerive-sur-Allier      | 18.801         | 11               |
| 2      | Kanton Bourbon-l'Archambault     | 16.788         | 29               |
| 3      | Kanton Commentry                 | 18.796         | 24               |
| 4      | Kanton Cusset                    | 18.147         | 4                |
| 5      | Kanton Dompierre-sur-Besbre      | 20.614         | 32               |
| 6      | Kanton Gannat                    | 19.783         | 41               |
| 7      | Kanton Huriel                    | 16.611         | 31               |
| 8      | Kanton Lapalisse                 | 18.360         | 31               |
| 9      | Kanton Montluçon-1               | 16.837         | 4                |
| 10     | Kanton Montluçon-2               | 19.238         | 2                |
| 11     | Kanton Montluçon-3               | 19.238         | 15               |
| 12     | Kanton Montluçon-4               | 16.434         | 7                |
| 13     | Kanton Moulins-1                 | 17.912         | 7                |
| 14     | Kanton Moulins-2                 | 19.187         | 23               |
| 15     | Kanton Saint-Pourçain-sur-Sioule | 19.176         | 22               |
| 16     | Kanton Souvigny                  | 15.260         | 29               |
| 17     | Kanton Vichy-1                   | 18.407         | 4                |
| 18     | Kanton Vichy-2                   | 18.680         | 3                |
| 19     | Kanton Yzeure                    | 17.385         | 6                |

Bron: INSEE - *Inwoners 2013 = Population municipale

## Kantons van het departement Allier voor de hervorming van 2013
| Arrondissement | Arrondissement | Kanton | Kanton                       |
| -------------- | -------------- | ------ | ---------------------------- |
| 2              | Moulins        | 1      | Bourbon-l'Archambault        |
| 1              | Montluçon      | 2      | Cérilly                      |
| 2              | Moulins        | 3      | Chantelle                    |
| 2              | Moulins        | 4      | Chevagnes                    |
| 1              | Montluçon      | 5      | Commentry                    |
| 3              | Vichy          | 6      | Cusset-Nord                  |
| 2              | Moulins        | 7      | Dompierre-sur-Besbre         |
| 3              | Vichy          | 8      | Le Donjon                    |
| 1              | Montluçon      | 9      | Ébreuil                      |
| 3              | Vichy          | 10     | Escurolles                   |
| 3              | Vichy          | 11     | Gannat                       |
| 1              | Montluçon      | 12     | Hérisson                     |
| 1              | Montluçon      | 13     | Huriel                       |
| 3              | Vichy          | 14     | Jaligny-sur-Besbre           |
| 3              | Vichy          | 15     | Lapalisse                    |
| 2              | Moulins        | 16     | Lurcy-Lévis                  |
| 1              | Montluçon      | 17     | Marcillat-en-Combraille      |
| 3              | Vichy          | 18     | Le Mayet-de-Montagne         |
| 2              | Moulins        | 19     | Le Montet                    |
| 1              | Montluçon      | 20     | Montluçon-Est                |
| 1              | Montluçon      | 21     | Montluçon-Ouest              |
| 1              | Montluçon      | 22     | Montmarault                  |
| 2              | Moulins        | 23     | Moulins-Sud                  |
| 2              | Moulins        | 24     | Moulins-Ouest                |
| 2              | Moulins        | 25     | Neuilly-le-Réal              |
| 2              | Moulins        | 26     | Saint-Pourçain-sur-Sioule    |
| 2              | Moulins        | 27     | Souvigny                     |
| 3              | Vichy          | 28     | Varennes-sur-Allier          |
| 3              | Vichy          | 29     | Vichy-Nord                   |
| 3              | Vichy          | 30     | Vichy-Sud                    |
| 1              | Montluçon      | 31     | Montluçon-Nord-Est           |
| 1              | Montluçon      | 32     | Montluçon-Sud                |
| 2              | Moulins        | 33     | Yzeure                       |
| 1              | Montluçon      | 34     | Domérat-Montluçon-Nord-Ouest |
| 3              | Vichy          | 35     | Cusset-Sud                   |